# Рейфель, Леонард
Леонард Рейфель (англ. Leonard Reiffel, 30 сентября 1927 — 15 апреля 2017) — американский физик, писатель и педагог. Родился в Чикаго. Он сотрудничал с Энрико Ферми, Карлом Саганом и членами операции «Скрепка».
Рейфель также работал в НАСА и Иллинойсском технологическом институте. Получил премию Пибоди за его работу на радио в программе «The World Tomorrow». В настоящее время Рейфель имеет более пятидесяти различных патентов на свои изобретения.

## Биография
Леонард Рейфель родился в Чикаго 30 сентября 1927 года. Его отцом был Карл Рейфель (англ. Carl Reiffel).